# Het blije bijenteam
Het blije bijenteam is een kort verhaal uit de reeks van Suske en Wiske. Het is geschreven door Peter Van Gucht en getekend door Luc Morjaeu. Het kwam uit op 16 juni 2021.

## Personages
- Suske, Wiske, Lambik Jerom, professor Barabas,

## Verhaal
Een man wil een boom beschermen, want als deze bloeit zal hij trouwen met zijn grote liefde. Hij heeft niet door dat hij door zijn acties juist voorkomt dat de boom bevrucht wordt, want door het vele beton is het een onleefbare omgeving voor bijen.